# 菊の着綿
菊の着綿（きくのきせわた）とは重陽の節句に行われる宮中の習慣。重陽の季語でもある。「きせわた」は「被綿」とも。
平安時代の貴族の習慣で、重陽の日に菊の花に植物染料で染めた黄色の真綿を被せ、明くる早朝に朝露を含んだ綿を菊より外し、その綿で体を拭えば菊の薬効により無病であるという。
中国の伝説に、上流に菊の花園がある滝の菊の花びらが漬かった水を飲んだ人が長寿を得たというものがあり、また能の「枕慈童」に中国の故事として菊の露を飲んで不老不死になった少年が登場するなど、菊を服用するなどして薬効を得るのはもとは中国の習慣であったと思われる。また、室町時代には菊酒という菊を浸した酒を飲むことも行われるようになった。
いずれも古くは京都・上方地域の一部に残った風習であったが、昨今ではみられなくなった。